# تپه حمام خرابه
تپه حمام خرابه مربوط به دوران پیش از تاریخ ایران باستان تا دوران‌های تاریخی پس از اسلام است و در شهرستان بروجرد، بخش مرکزی، روستای والانجرد واقع شده و این اثر در تاریخ ۱۲ بهمن ۱۳۸۱ با شمارهٔ ثبت ۷۱۴۴ به‌عنوان یکی از آثار ملی ایران به ثبت رسیده است.